# بالتوون (آیووا)
بالتوون (به انگلیسی: Balltown) شهری در ایالت آیووا کشور ایالات متحده آمریکا است که جمعیت آن در سرشماری سال ۲۰۱۰ میلادی، ۶۸ نفر بوده‌است.